# Гхи

Масло гхи

Гхи, или ги (хинди घी, бенг. ঘি) — разновидность топлёного масла, которое широко используется в Южной Азии (Индия, Пакистан, Бангладеш, Непал, Шри-Ланка) для приготовления пищи, и проведения религиозных ритуалов в качестве топлива для лампад. Один из наиболее популярных и характерных продуктов индийской кухни из-за более длинного срока хранения, чем исходное натуральное масло.

## В индуизме
В индуизме продукт играет важную роль в церемониях жертвоприношений. Кроме того, индийские масляные лампы в большинстве заправляются топлёным маслом.

## В Аюрведе
Согласно Аюрведе, гхи является лекарственным средством, обладающим природой саттвы (благости). Гхи обладает омолаживающими и тонизирующими свойствами, увеличивает «пищеварительный огонь» и иммунитет (оджас), помогает работе тонкого кишечника. Питает нервные ткани организма, костный и головной мозг, в результате чего увеличивается острота ума. Гхи входит в состав многих аюрведических лекарств и считается идеальным маслом для массажей: оно легко и глубоко впитывается в кожу и обладает целительным и согревающим эффектом. По Аюрведе гхи наиболее благоприятно для людей конституций вата и питта. Чаще всего его принимают внутрь, иногда — для смазывания носовых и анальных проходов, в качестве ушных и глазных капель. Для лечения расстройств, вызванных питтой, масло приготавливают с горькими травами.

## В кулинарии
В индийской и пакистанской кухне гхи является наиболее популярным пищевым жиром. Классические блюда южноазиатской кухни готовятся с использованием гхи: рис, сабджи, дал, роти (хлеб), самосы, пури, а также сладости, разновидности халвы и ладду.

## Научные исследования
По результатам исследований, проводившихся с 1970-х годов и начавшихся среди индийского населения Лондона, топлёное масло гхи, высоко оценивающееся в Аюрведе, признано крайне вредным для сосудов, которые оно заполняет оксидированным холестерином, приводя к ряду серьезных заболеваний.